# Akraj
Akraj – kolonia Syrakuz na Sycylii, która została założona w 663 roku p.n.e.